# Делінгсдорф
Делінгсдорф (нім. Delingsdorf) — громада в Німеччині, розташована в землі Шлезвіг-Гольштейн. Входить до складу району Штормарн. Складова частина об'єднання громад Баргтегайде-Ланд.
Площа — 8,09 км2. Населення становить 2262 ос. (станом на 31 грудня 2020).